# Xiangli
Xiangli (kinesiska: 湘漓镇, 湘漓) är en köping i Kina. Den ligger i den autonoma regionen Guangxi, i den södra delen av landet, omkring 390 kilometer nordost om regionhuvudstaden Nanning. Antalet invånare är 42354. Befolkningen består av 20 029 kvinnor och 22 325 män. Barn under 15 år utgör 13,0 %, vuxna 15-64 år 74 %, och äldre över 65 år 11,0 %.
Genomsnittlig årsnederbörd är 2 214 millimeter. Den regnigaste månaden är april, med i genomsnitt 356 mm nederbörd, och den torraste är oktober, med 53 mm nederbörd.